# 王绵之
王绵之（1923年12月6日—2009年7月8日），原名王祖泽，男，江苏南通人，中国中医学家、方剂学专家，首届国医大师，第六、七、八届全国政协委员。